# 文化獎章
文化獎章是印度尼西亚共和国授勳及嘉獎制度下的一種獎章，頒授予在文化领域贡献良多的人士，于1959年設立。除公民外，也可以授予符合資格的外国人。

## 形状
文化獎章呈圆形，周圍是稻穗和棉花，上方为五角星，象征建国五原则，中間為印尼文（文化）字样，下方為油燈、貝葉經、弓箭和锣。

## 部分被授予人
- 恩哈·艾农·纳吉布（2010年）[2]
- 伊万·法尔斯（2010年）[2]